# 施家镇
施家镇，是中华人民共和国四川省资阳市简阳市下辖的一个乡镇级行政单位。2019年12月，撤销安乐乡、平息乡，将原安乐乡和原平息乡所属行政区域划归施家镇管辖，施家镇人民政府驻施乐路132号。

## 行政区划
施家镇下辖以下地区：
施家镇社区、长琴村、大林村、法堂村、共裕村、环溪村、金玉村、龙凤村、龙河村、南河村、儒林村、四益村、乡东村、乡西村、新民村、信义村、踊跃村和裕丰村。